# Gauchos of El Dorado
Gauchos of El Dorado è un film del 1941 diretto da Lester Orlebeck.
È un film western statunitense con Tom Tyler, Bob Steele e Rufe Davis. Fa parte della serie di 51 film western dei Three Mesquiteers, basati sui racconti di William Colt MacDonald e realizzati tra il 1936 e il 1943.

## Produzione
Il film, diretto da Lester Orlebeck su una sceneggiatura di Albert DeMond con il soggetto di Oliver Drake e Earle Snell, fu prodotto da Louis Gray per la Republic Pictures e girato nell'Iverson Ranch a Chatsworth in California Il brano della colonna sonora The Bird and the Wolf fu composto da Jule Styne e Sol Meyer (parole e musica).

## Distribuzione
Il film fu distribuito negli Stati Uniti nel 1941 al cinema dalla Republic Pictures. È stato distribuito anche in Portogallo con il titolo Gaúchos do El Dorado e in Brasile con il titolo Torpeza Humana.

## Promozione
La tagline è: "THAT TRIGGER TRIO RIDES AGAIN!".